# Giovani, carine e bugiarde

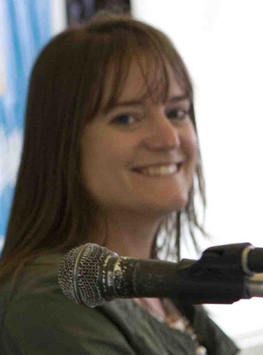
Sara Shepard, l'autrice della serie.

Giovani, carine e bugiarde (Pretty Little Liars) è una serie di romanzi scritta dall'autrice statunitense Sara Shepard.
Il primo romanzo, originariamente titolato Pretty Little Liars, venne pubblicato negli Stati Uniti nel 2006 e in Italia nel 2011 dalla Newton Compton con il titolo Giovani, carine e bugiarde.
Dai libri è stata tratta una serie televisiva Pretty Little Liars, visibile sulla rete ABC Family, il cui cast include Troian Bellisario, Ashley Benson, Lucy Hale, Shay Mitchell, Sasha Pieterse, Keegan Allen, Tyler Blackburn, Ian Harding.

## Caratteristiche dell'opera
La serie racconta la vita di quattro ragazze adolescenti, Aria Montgomery, Emily Fields, Hanna Marin e Spencer Hastings, il cui gruppo si divide dopo la scomparsa della loro miglior amica, Alison DiLaurentis. Tre anni dopo la scomparsa dell'amica, le quattro iniziano a ricevere messaggi di testo da una fonte anonima, "A", che minaccia di rivelare i loro segreti, compresi quelli che pensavano di aver rivelato solo ad Alison. Poco dopo l'inizio dei messaggi, viene ritrovato il corpo di Alison. La storia si basa sulla ricerca dell'identità di "A", toccando temi tipicamente adolescenziali, come il bullismo, la tossicodipendenza, l'alcolismo e l'omosessualità.

## Cronologia dei libri
La serie è divisa in diversi archi, ciascuno contenenti dei volumi. La serie è tuttora in corso.
Il primo libro è stato talvolta distribuito in Italia con il titolo "Giovani, carine e bugiarde", seppur anche con il titolo "Giovani, carine e bugiarde. Deliziose". Il suddetto titolo viene utilizzato nelle riedizioni e viene così accreditato nel libro volto a includere tutti i 4 romanzi del primo arco.
| Arco | Titolo originale    | Titolo italiano                         | Edizioni omnibus italiane                                               | Pubblicazione | Pubblicazione |
| Arco | Titolo originale    | Titolo italiano                         | Edizioni omnibus italiane                                               | USA           | ITA           |
| ---- | ------------------- | --------------------------------------- | ----------------------------------------------------------------------- | ------------- | ------------- |
| 1    | Pretty Little Liars | Giovani, carine e bugiarde*             | Giovani, carine e bugiarde. Deliziose - Divine - Perfette - Incredibili | 2006          | 2011          |
| 1    | Flawless            | Giovani, carine e bugiarde. Divine      | Giovani, carine e bugiarde. Deliziose - Divine - Perfette - Incredibili | 2007          | 2011          |
| 1    | Perfect             | Giovani, carine e bugiarde. Perfette    | Giovani, carine e bugiarde. Deliziose - Divine - Perfette - Incredibili | 2007          | 2012          |
| 1    | Unbeliveble         | Giovani, carine e bugiarde. Incredibili | Giovani, carine e bugiarde. Deliziose - Divine - Perfette - Incredibili | 2008          | 2013          |
| 2    | Wicked              | Giovani, carine e bugiarde. Cattive     | Giovani, carine e bugiarde. Cattive - Assassine - Spietate**            | 2008          | 2014          |
| 2    | Killer              | Giovani, carine e bugiarde. Assassine   | Giovani, carine e bugiarde. Cattive - Assassine - Spietate**            | 2009          | 2015          |
| 2    | Heartless           | Giovani, carine e bugiarde. Spietate    | Giovani, carine e bugiarde. Cattive - Assassine - Spietate**            | 2009          | 2016          |
| 2    | Wanted              | Giovani, carine e bugiarde. Ricercate   | Giovani, carine e bugiarde. Cattive - Assassine - Spietate**            | 2010          | 2017          |
| 3    | Twisted             | Giovani carine e bugiarde. Perverse     |                                                                         | 2011          | 2018          |
| 3    | Ruthless            | TBA                                     |                                                                         | 2011          | TBA           |
| 3    | Stunning            | TBA                                     |                                                                         | 2012          | TBA           |
| 3    | Burned              | TBA                                     |                                                                         | 2012          | TBA           |
| 4    | Crushed             | TBA                                     |                                                                         | 2013          | TBA           |
| 4    | Deadly              | TBA                                     |                                                                         | 2013          | TBA           |
| 4    | Toxic               | TBA                                     |                                                                         | 2014          | TBA           |
| 4    | Vicious             | TBA                                     |                                                                         | 2014          | TBA           |

*il libro, dall'edizione in raccolta, è poi stato reintitolato come Giovani, carine e bugiarde. Deliziose
**l'editore italiano, Newton Compton, ha creato l'omnibus del secondo arco narrativo senza includere il volume Ricercate.
Sono, inoltre, usciti dei libri supplementari della serie, più brevi, e destinati a spiegare alcuni segreti e bugie circa il passato di alcuni personaggi. Tali libri però si distaccano completamente dalla trama della serie di romanzi.
| Titolo originale             | Titolo italiano | Pubblicazione | Pubblicazione |
| Titolo originale             | Titolo italiano | USA           | ITA           |
| ---------------------------- | --------------- | ------------- | ------------- |
| Alison's Pretty Little Diary | TBA             | 2010          | TBA           |
| Pretty Little Secrets        | TBA             | 2012          | TBA           |
| Ali's Pretty Little Lies     | TBA             | 2013          | TBA           |

Ulteriormente ai precedenti cicli, nel mese di novembre 2016, la scrittrice ha deciso di ricominciare a scrivere la serie.

## Personaggi principali
- Spencer Hastings: Una giovane donna estremamente competitiva, si sforza di apparire perfetta. È disposta a fare qualsiasi cosa per vincere, spesso a scapito di se stessa e degli altri. Spesso trae conclusioni affrettate e soffre di IED. Quando ritroveranno il corpo di Alison sarà tormentata dal rimorso di essere stata lei ad ucciderla a causa di un litigio. Molto più avanti, Spencer scoprirà di essere la sorellastra paterna di Alison e Courtney, scoperta che causerà il divorzio dei suoi genitori. Nel decimo libro soffrirà di allucinazioni e paranoia causate da un forte senso di colpa.
- Hanna Marin: È una ragazza molto carina e appassionata di moda. Ha preso il posto di Alison come la studentessa più popolare della scuola. Soffre di bulimia e anoressia nervosa a causa dell'insicurezza sul suo aspetto fisico, una condizione provocata da un passato sovrappeso. Volubile e distratta, spesso agisce d'impulso. Dopo la scomparsa di Alison, è diventata la migliore amica di Mona. I genitori di Hanna hanno divorziato quando era più piccola, a causa di una relazione del padre con Isabel, poi diventata la seconda moglie dell'uomo e madre di Kate, coetanea di Hannah e in forte rivalità con lei. Per un breve periodo Hanna viene inviata in un istituto psichiatrico: suo padre credeva che i suoi disturbi alimentari fossero nati a causa dello stress.
- Aria Montgomery: Una ragazza indipendente e dall'animo artistico la cui famiglia si è ritrasferita di nuovo a Rosewood dopo tre anni sabbatici in Islanda. Prima della scomparsa di Alison, Aria scopre che suo padre aveva una relazione con una sua studentessa, relazione nascosta alla madre per non rovinare il matrimonio dei genitori. I suoi genitori comunque divorzieranno, ed il padre di Aria sposerà l'ex allieva. È probabile che sia stata Aria ad aver ucciso Tabitha, dopo averla spinta giù dal tetto di un hotel.
- Emily Fields: Un'adolescente timida e provetta nuotatrice. Nel secondo libro decide di abbandonare la sua passione, ritornando però, in seguito, sui propri passi. Era molto innamorata di Alison, in realtà Courtney, arrivando anche a baciarla, ma cerca in ogni modo di nascondere la propria omosessualità. Il suo segreto comunque viene divulgato dalla prima "A" , quando vengono rese note alcune fotografie che la ritraggono mentre bacia Maya. In un primo momento i suoi genitori, troppo sconvolti dalla rivelazione, non accettano il suo orientamento. Dopo la rottura con Maya, Emily conosce un ragazzo, Isacc, e capisce di essere bisessuale. Con Isaac inizierà una relazione, perdendo la verginità, e, come sarà rivelato nel nono libro, rimarrà incinta. All'insaputa di gran parte della sua famiglia, dà alla luce una bambina che da però in adozione. Nonostante questo, riesce a vincere una borsa di studio per il nuoto per la Università della Nord Carolina.
- Courtney DiLaurentis. È una ragazza che ha sofferto per gran parte della sua breve vita a causa della sorella gemella Alison, una pazza che la costringeva a scambiarsi di identità fin da bambine. Quest'ultima è riuscita a convincere i genitori che era Courtney ad essere mentalmente instabile, internandola al manicomio. Alcuni anni dopo, mentre le era stato concesso di tornare brevemente a casa durante le vacanze estive, si vendica, e, tramite dei sotterfugi riesce a scambiare la sua identità con quella di Alison e a farla internare al posto suo. Respinge le amiche di Courtney creandosi un gruppetto di amiche scelte da lei stessa, poiché simili a lei, composto da Aria Montgomery, Hanna Marin, Emily Fields (l'amica alla quale sembra tenere di più) e Spencer Hastings. Tuttavia a causa della popolarità della sorella le capitava a volte di assumere una personalità equivalente a quella di Alison. Spesso si divertiva a prendere in giro chi le stava intorno, pure le amiche. Nonostante tale caratteraccio, riesce a stringere una forte amicizia con Jenna Cavanaugh, e, per tentare di vendicare gli abusi che Jenna subiva dal fratellastro Toby, lanciò dei petardi nel garage di Jenna e Toby, credendo che nel garage ci fosse solo Toby: in realtà c'erano la stessa Jenna e l'amica di questa, Mona, accecando la prima e ferendo al ventre Mona. Nello stesso giorno in cui Alison fuggì dal manicomio, Courtney e le sue amate amiche stavano festeggiando un pigiama party, fino a che Courtney non si accorse che la sorella le stava spiando. Si mise a cercarla, ma inciampò in Spencer[2] che la spinge violentemente contro un albero pentendosene subito, e, credendo di averla ferita, la lasciò da sola. Courtney si riprende, ma non ha tempo di raggiungere Spencer e chiarire la faccenda, che Alison la attacca, e, nel momento in cui si sta difendendo Courtney, le rivela che l'unica cosa che voleva era che loro due si volessero bene come sorelle: Alison controbatte dicendo che vorrebbe ucciderla, ma non ci riesce. Subito dopo una figura misteriosa aiuta Alison a liberarsi dalla presa di Courtney e insieme la uccidono, spingendola dentro il buco di un gazebo. Poco prima di morire Courtney riconosce entrambe le voci dei suoi assassini.
- "A": è l'antagonista principale della serie, un estorsore a conoscenza dei segreti più profondi ed intimi delle "bugiarde" perseguitandole con SMS, biglietti e messaggi, firmati tutti dalla lettera "A", ed usa questi segreti per vendicarsi delle ragazze. Nel corso della storia sono comparse tre "A":
  - La prima "A" era Mona Vanderwaal: ha delle cicatrici sullo stomaco dovute ad uno scherzo di Alison DiLaurentis. Ha scoperto i segreti delle "bugiarde" leggendo il diario di Alison. Durante uno scontro fisico con Spencer Hastings, viene spinta sul bordo di una cava e muore cadendo.
  - La seconda "A" era Alison Di Laurentis, considerata morta dopo un incendio casalingo: ha ucciso la sorella gemella, Courtney DiLaurentis, Jenna Cavanaugh e Ian Thomas ed ha anche tentato di uccidere le "bugiarde" e la sorella di Spencer, Melissa.
  - La terza "A" era Nick Maxwell, ha aiutato la vera Alison DiLaurentis ad uccidere diverse persone.

## Serie di libri

### Primo arco

#### Giovani, carine e bugiarde. Deliziose
Il gruppo di Alison Di Laurentis era formato da cinque ragazze che lei stessa aveva scelto: Aria Montgomery, Hanna Marin, Spencer Hastings, Emily Fields e se stessa. La notte dell'ultimo giorno della seconda media, Spencer ospita tutte le ragazze per un pigiama party. Quando Alison e Spencer litigano, Alison esce dalla stanza e svanisce nella notte.
Tre anni dopo la scomparsa di Alison, Aria ritorna a Rosewood dopo aver vissuto in Islanda e incontra in un bar un uomo misterioso e seducente di nome Ezra Fitz, ed esce con lui. Si scopre che è il suo nuovo insegnante di letteratura al liceo e questo rende la situazione difficile per entrambi.
Hanna Marin, una volta grassa e impopolare, è ora una persona nuova, la migliore amica di Mona Vanderwaal. Le due si divertono a rubare nei centri commerciali, ma Hanna viene scoperta e di conseguenza arrestata. Per evitare il disonore, la madre risolve il problema, ma deve pagare il centro commerciale per far cadere le accuse.
Spencer conosce il nuovo fidanzato della sorella Melissa, Wren. Si sente molto attratta da lui e ben presto capisce di provare un sentimento che va oltre la familiarità.
Emily Fields incontra la nuova vicina, che ora abita nella casa di Alison, Maya St. Germain, ed esplora un lato della sua personalità che aveva seppellito da quando Alison era scomparsa: Maya diventa più di un'amica per Emily, ma lei si ostina reprimere i suoi sentimenti.
Un nuovo personaggio, che si fa conoscere solo con una "A", inizia a minacciare le ragazze di rivelare i loro segreti più oscuri, segreti che conosceva solo Alison. Le ragazze iniziano a pensare che il mittente sia Alison, ma i signori St.Germain fanno una scoperta raccapricciante: durante i lavori nel loro giardino scoprono il cadavere della ragazza scomparsa. Durante il funerale di Alison, le ragazze vedono Toby e Jenna Cavanaugh, e questo le riportano indietro nel tempo, a quando c'era Alison, e all' "affare Jenna".

#### Giovani, carine e bugiarde. Divine
Hanna è scioccata quando "A" le rivela che Sean è ora interessato a perseguire una relazione con Aria, che nasconde la sua relazione con Ezra. Inoltre le fa pressioni perché racconti a tutti che soffre di bulimia. Hanna viene condannata a dare una mano alla clinica per ustionati del padre di Sean, e visita il V Club, sperando di riprendere la sua relazione con Sean.
"A" dice ad Aria di sbarazzarsi di Meredith o di dire la verità a sua madre. Aria segue il suggerimento di "A" e incontra Meredith, amante di Byron, ad un allenamento di yoga. Lei cerca di convincerla a rompere con il padre, ma lei si rifiuta, dicendo che sono innamorati. Inoltre intraprende una relazione con Sean, e scoprendo che è Aria, vomita.
"A" rivela anche a Melissa che Spencer è stata segretamente fidanzata con Wren, l'ex-fidanzato di Melissa. Spencer è infuriata con i suoi genitori in quanto gli hanno annullato le sue carte di credito poiché ha baciato Wren, ma nonostante tutto continua a vederlo. Lo stress degli avvenimenti spinge Spencer a trascurare lo studio e la scuola e a conseguenti voti bassi, per cui segue il consiglio di copiare uno dei temi di Melissa. Alla Foxy, Spencer va con Adrew, solo per ingannare la sua famiglia mentre si vede con Wren, sconvolgendo Adrew e sentendosi in colpa.
"A" rinfaccia ad Emily la sua sessualità e i suoi crescenti sentimenti per Maya. Emily incontra Toby fuori dalla scuola ed iniziano una relazione. Nel corso del ballo per beneficenza, Emily ottiene una lettura dei tarocchi che le rinfaccia la sua sessualità e se na va via con Toby, mostrando tuttavia di essere turbata.
Il sospetto dell'identità di "A" si sposta su Toby, dopo che, in un campo di grano nei pressi della casa di Emily, lei ammette di essere lesbica, ma alcuni commenti di Toby la inducono a pensare che sia stato lui ad uccidere Alison, così lei corre in casa. Toby cerca di entrare, ma Emily dice che sa quello che ha fatto, e lui, nel panico, scappa. Il giorno dopo, Hanna viene rimproverata per aver dato del Percocet a Kate, e Spencer viene abbandonata da Wren, che vuole ritornare con Melissa, ma lei non lo vuole e sta pensando di mollarlo più tardi. La notizia dell'auto della polizia a casa di Emily fa spaventare le tre ragazze, ma è Toby, morto suicidandosi. Jenna dice qualcosa che induce Spencer a rivelare il motivo che ha causato la cecità di Jenna: Toby molestava Jenna, e la vista di ciò ha causato il misfatto di Alison. Toby non è "A", poiché Emily riceve un ultimo messaggio: Non è finita fin quanto non lo dice "A" !

#### Giovani, carine e bugiarde. Perfette
Aria dopo aver umiliato Meredith, la nuova fidanzata di suo padre va a vivere con il suo nuovo ragazzo, Sean Ackard (l'ex di Hanna). Anche se la loro storia d'amore è terminata in modo perfetto, lei comincia a vedere di nuovo il suo insegnante di letteratura, Ezra Fitz: ciò la fa sentire male e si identifica con la protagonista de "La Lettera Scarlatta" per aver tradito il suo ragazzo. Dopo che Ezra viene arrestato dalla polizia, inviata da Sean dopo aver ricevuto un messaggio da "A" rivelante il segreto di Aria, Aria trova dei video risalenti all'epoca in cui le ragazze andavano in seconda media rendendosi conto all'improvviso che Ian, il ragazzo di allora di Melissa, e Alison avrebbero potuto essere più che semplici conoscenti e che Spencer per difendere la sorella, avrebbe potuto uccidere Alison per questo motivo.
"A" rivela il segreto di Emily, che conduce i Fields a dire alla loro figlia che, se non avesse risolto il suo problema sarebbe stata mandata in Iowa alla fattoria di sua zia. Emily però si rende conto che non può cambiare quello che è e ciò che sente per Maya, per cui i suoi genitori, scoprono presto la sua condizione.
Spencer viene nominata per l'Orchidea d'Oro per il saggio che si suppone lei abbia scritto, in realtà scritto dalla sorella maggiore Melissa, e "A" la minaccia di rivelarlo se la stessa Spencer non l'avesse fatto. Spencer scopre che da bambina ha sofferto di un vuoto di memoria e che probabilmente ne ha avuto uno la notte in cui scomparve Alison.
L'amicizia di Hanna con Mona Vanderwaal sta per finire, perché Mona crede che lei passi più tempo con le sue vecchie amiche di seconda media. Hanna viene confortata da Lucas, un ragazzo che aveva una cotta per lei in prima media, prima di diventare popolare. Dopo essere stata umiliata alla festa di compleanno di Mona, Hanna riceve un messaggio da "A" e riconosce il numero. Lei chiama subito Aria, Emily e Spencer chiedendo loro di incontrarla al parco giochi della Rosewood Day, al fine di rivelare chi è "A".
Nel parco giochi, quando Hanna cerca di parlare con Aria ed Emily, viene investita da una macchina prima di poter dire loro chi è "A". Quando chiamano i soccorsi Aria ed Emily notano che Spencer stava guardando la scena dal bosco ed è scappata velocemente. Le ragazze ricevono un messaggio da "A" che dice: Sapeva troppo. Aria ed Emily dunque arrivano a pensare che "A" sia Spencer.

### Secondo arco

#### Giovani, carine e bugiarde. Cattive
Un nuovo o nuova "A" appare, iniziando a minacciare le ragazze con diversi messaggi di testo. Le ragazze pensano sia Ian.
Emily si rende conto in realtà di essere bisessuale, quando s'innamora di Isaac, un ragazzo incontrato in chiesa, ma mantiene il segreto perché non crede che nessuno capirà. Ha paura di rivelare il suo passato ad Isaac, ma alla fine "A" la costringe a farlo e Isaac l'accetta per quella che è.
Hanna, disperata di essere considerata ancora un' "ape regina", forma un nuovo gruppo popolare insieme alla sua sorellastra Kate Randall, e le amiche Riley e Naomi. Sospettosa dell'eccessivo comportamento pacifico del suo gruppo nei suoi confronti, Hanna arriva a sospettare che Kate stia lavorando al complotto irrealizzato di Mona per distruggere la sua popolarità. Così a casa di Spencer, Hanna, su consiglio di "A", rivela a tutti il segreto di Kate", spingendo Lucas ad una rottura.
Aria prova dei sentimenti per un uomo, Xavier, incontrato ad una mostra d'arte; tuttavia, finisce per uscire con sua madre, mettendo a rischio il già traballante rapporto tra Aria ed Ella.
Trascurata dalla sua famiglia e sentendosi un'estranea, Spencer arriva a credere di essere stata adottata quando viene esclusa dal testamento della nonna, che diede i soldi ai suoi "nipoti biologici". Andrew racconta a Spencer di un sito web che collega bambini adottati alla loro vera madre.
Ian continua a negare di aver ucciso Alison, e, infine, le ragazze scoprono il suo corpo nel bosco, e capiscono che è stato ucciso da "A", che quindi non è Ian, visto che arriva loro un messaggio con scritto "Sapeva troppo".

#### Giovani, carine e bugiarde. Assassine
Le ragazze scoprono che la persona che sospettavano essere l'assassino di Alison, Ian, è stato effettivamente ucciso. Emily ha un rapporto sessuale con il suo ragazzo, Isaac, mentre la madre lo scopre e minaccia Emily, e ciò porta alla loro rottura. Aria si innamora di Jason Di Laurentis, finché non lui diventa freddo e distante. Spencer incontra una donna di nome Olivia Caldwell; lei pensa sia sua madre naturale, e cerca di trasferirsi a New York. In realtà è una truffa, e Spencer perde tutti i suoi soldi per il college dopo averli usati per comprare un appartamento a New York City in modo che potesse stare vicino Olivia. L'appartamento risulta essere falso, rivelando che Olivia stava solamente utilizzando Spencer per guadagnare soldi, visto che l'agente immobiliare raccomandato da Olivia era in realtà suo marito. Alla festa di apertura per Radley, un ex "rifugio per la gioventù travagliata", Emily scopre la prova che Jason Di Laurentis era stato un paziente del rifugio. Presto Hanna, Spencer, Aria ed Emily iniziano a credere che in qualche modo sia Jason che Darren Wilden siano implicati nell'assassinio di Alison. Prima della sua morte Yan, ha confermato i suoi sospetti su Jason e Wilden. Nel frattempo qualcuno appicca il fuoco al bosco dietro casa Spencer. Le ragazze vedono qualcuno: credono di vedere Alison, ancora viva, scappare, nei pressi dell'incendio.

#### Giovani, carine e bugiarde. Spietate
Dopo l'incendio, nessuno crede alle ragazze quando insistono di aver visto Alison: loro stesse iniziano a credere ti aver avuto un'allucinazione. La misteriosa "A" costringe Emily a recarsi a Lancaster, dove scopre che una ragazza Amish di nome Leah, è scomparsa quasi nello stesso momento della morte di Ali. Emily scopre anche che Darren Wilden era un Amish che ha lasciato la comunità. Emily crede che Wilden abbia ucciso Leah e di lui non ci si può fidare. Pensando di essere stata visitata dal fantasma di Alison, Aria partecipa ad una seduta spiritica. Non ottiene niente ma incontra Noel Kahn, che le si avvicina, e successivamente la bacia. Nel corso di un'altra seduta spiritica, Aria vede un'altra medium, che produce un messaggio, sibillino, scritto da Ali che dice: "Ali ha ucciso Ali". Il padre di Hanna invia Hanna in una clinica per curare i suoi disturbi alimentari causati dallo stress. Nella clinica Hanna fa amicizia con un'altra paziente di nome Iris, della quale sospetta avere qualcosa a che fare con la morte di Alison. La solita e misteriosa "A", nel frattempo, invia a Spencer diversi messaggi che le rivelano la relazione di suo padre con la madre di Ali. Spencer realizza la possibilità che Ali e Jason siano suoi fratellastri, e sospetta che sua madre abbia ucciso Ali per questo. Spencer si confronta con i suoi genitori, ma sua madre è sconvolta, apprende infatti della relazione per la prima volta. Aria, Spencer, Emily e Hanna vengono tutte arrestate per l'omicidio di Ali. Insieme in una cella di prigione, realizzano che la misteriosa "A" le ha ingannate, facendogli credere che qualcun altro abbia ucciso Ali. Wilden rilascia le ragazze e rivelandogli che Billy Ford ha ucciso Ali. Emily lo riconosce come uno degli uomini che lavoravano sul gazebo di Ali. Billy è anche accusato dell'omicidio di Jenna Cavanaugh, e il lettore viene portato a chiedersi se sia proprio Billy la misteriosa "A".

#### Giovani, carine e bugiarde.Ricercate
Con l'assassino di Alison sotto processo, le bugiarde pensano di averla fatta franca. Tuttavia, sono scioccate di apprendere dell'esistenza della gemella di Alison, Courtney, quando viene presentata in una conferenza stampa. Courtney aveva trascorso la sua vita in una clinica a causa dei suoi "problemi di salute", e la sua esistenza era stata tenuta segreta dalla sua famiglia. Appena rilasciata, cerca di riprendere la vita di sua sorella tendando di instaurare un'amicizia con le vecchie amiche di Ali, e l'inizio di una storia con Emily. Courtney in seguito rivela la prova che lei è la vera Alison, spiegando che la sua gemella, Courtney, fingeva di essere lei la notte dell'omicidio. Anche se inizialmente scettiche, le ragazze iniziano lentamente a fidarsi di Alison. Anche se Spencer ritiene che Melissa sia l'assassina di Courtney, Alison sorprende le ragazze rivelando che lei è sia la misteriosa "A" che il killer. L'"Alison" con cui le bugiarde avevano fatto amicizia anni prima era in realtà Courtney, la quale era riuscita a ingannare tutti facendo credere di essere Alison, mentre quella vera è stata mandata alla clinica. Arrabbiata con le bugiarde che le hanno inconsapevolmente rovinato la vita, Alison ha tentato di uccidere le ragazze nella foresta appiccando un incendio, ucciso Jenna, consapevole del fatto che Alison e Courtney fossero gemelle, ed ora progetta di ucciderle intrappolandole all'interno della casa dei Di Laurentis a Poconos e di dare fuoco alla casa. Le ragazze scoprono che Alison ha anche ucciso Ian e rapito Melissa, che riescono a liberarsi prima che la casa bruci grazie ad un passaggio segreto in cui Aria si ricorda di essersi nascosta per spaventare Jason qualche anno prima. Intrappolata all'interno della casa, Alison viene considerata morta, anche se il suo corpo non è mai stato trovato. Dopo l'incendio, Emily visita la tomba di Courtney nel tentativo di mettere a riposo la sua memoria con tante foto di entrambe, insieme e felici. Tuttavia, a conclusione del libro, viene lasciato intendere che in realtà Alison è sopravvissuta all'incendio e si è trasferita in una nuova città, sotto un nuovo nome (che è l'anagramma di Alison Di Laurentis).

### Terzo arco

#### Giovani, carine e bugiarde. Perverse
Terzo anno, primavera: le ragazze vanno in vacanza in Giamaica, dove incontrano una ragazza che credono sia Alison, sopravvissuta all'incendio. Le ragazze sono attaccate da "Ali" sulla cima dell'hotel in Giamaica, e nel tentativo di salvare Hanna, Aria spinge Ali giù dal tetto, apparentemente uccidendola. Un anno dopo le ragazze si sono divise ancora una volta. Aria ha difficoltà ad affrontare la nuova studentessa di scambio dei Kahn, Klaudia, che crea delle dolorose incomprensioni nella relazione tra Aria e Noel, del quale è attratta. In un impeto di rabbia, Aria spinge Klaudia ferendola. Nel frattempo Emily fa amicizia con una nuova ragazza, Chloe, che le rivela di essere stata incinta di Isaac e che ha segretamente dato alla luce alla luce una bambina a Philadelphia durante l'estate, per poi darla in adozione. Emily è in preda al panico, in quanto, ottenere una borsa di studio per il nuoto è la sua unica opzione per il college. Il padre di Chloe si offre di aiutarla, ma le fa delle avance sessuali, rovinando la sua amicizia con Chloe. Patrick, un fotografo, offre ad Hanna un lavoro come modella, dopo aver visto che lei è più bella della sua sorellastra Kate. Tuttavia Patrick risulta essere un bugiardo con doppi fini ricattando Hanna di divulgare una sua foto nella quale è ritratta parzialmente nuda. Lei quindi si trova costretta a sottrarre i soldi dal fondo della compagnia del padre per pagare Patrick. La signora Hastings viene ingaggiata da un uomo di nome Nicholas PennyThistle, mentre Spencer sviluppa dei sentimenti per Zach, suo figlio. Dopo che Zach confessa di essere gay, Spencer promette di mantenere il segreto. Tuttavia, accidentalmente se lo lascia sfuggire, dopo che il signor PennyThistle, fraintendendo la situazione, picchia Zach, accusandolo di aver dormito con Spencer. Spencer ha anche rovinato la vita di una ragazza che frequentava un programma accademico estivo, propedeutico a Princeton. In tutto il libro, le ragazze vengono tormentate da un/a nuovo/a misteriosa "A" che conosce ciò che è successo in Giamaica, così come tutti i loro nuovi segreti. Il corpo della ragazza che hanno spinto giù dal tetto viene ritrovato. Le bugiarde imparano che il suo nome è Tabitha e realizzano di aver ucciso una persona innocente.

#### Ruthless
Emerge che l'estate precedente, mentre Spencer prendeva delle lezioni di letteratura, Penn iniziò a fare uso di stupefacenti, per aiutarsi nello studio, delle cosiddette "pillole veloci" soprannominate anche "Facile A". Dopo essere stata arrestata dalla polizia per possesso di droga, Spencer si organizza con Hanna per aiutarla a inquadrare la sua nuova compagna di stanza, Kelsey. Dopo aver ottenuto il ruolo di Lady Macbeth nella recita scolastica, lo stress e i sensi di colpa iniziano a logorare Spencer, producendo frequenti allucinazioni in cui viene ossessionata da Kelsey e Tabitha, ed iniziando a credere che Kelsey sia la misteriosa "A", e che si stia vendicando. Nel corso di una festa Emily incontra casualmente Kelsey e si innamora subito di lei poiché possiede la stessa audacia della loro Ali. Lei e Kelsey si avvicinano, con grande disapprovazione di Spencer. Emily è ferita dalle osservazioni di Spencer sul suo amore per Alison, comunicando con rabbia a Kelsey, che Spencer è stata arrestata per possesso di droga. Depressa e arrabbiata, Kelsey cerca di suicidarsi per overdose e buttandosi nella cava dov'è morta Mona, ma Emily la salva venendo inviata alla Riserva per il trattamento. Durante la visita a Kelsey, le ragazze capiscono che anche Tabitha era una paziente alla Riserva avente la stessa età di Alison e Courtney. Hanna incontra ad una riunione della compagnia, da lei organizzata, un ragazzo di nome Liam, e, prima di scoprire che è il figlio dell'avversario politico del padre, si innamora di lui. La loro relazione termina quando lei scopre che lui la tradiva. In un momento di rabbia, Hanna rivela i segreti che Liam le aveva rivelato su suo padre, segreti che avrebbero potuto distruggere la reputazione del padre di Liam. Kate sapeva della relazione segreta di Hanna e Liam, e si offre di aiutare Hanna e rovinare Liam. Aria viene scaricata da Noel, e cerca conforto in Ezra, nella speranza di riaccendere la loro storia d'amore. Tuttavia, tra di loro le cose non vanno, per cui Aria entra di nuovo in un rapporto con Noel, dopo aver scoperto che Ezra e Klaudia erano stati in intimità. Le ragazze tentano di aggirare le minacce di "A", rivelando i loro segreti. Nel frattempo, "A" diventa sempre più violenta, tentando di uccidere Emily spingendola da una scogliera. "A" invia a Spencer un'email di Tabitha sulla spiaggia con la testa ferita, a indicare che "A" è stato colui/lei che ha nascosto il corpo di Tabitha.

### Libri supplementari

#### Pretty Little Secret
Ritorniamo indietro al terzo anno a Rosewood, Pennsylvania, ad una pausa invernale di cui nessuno ha mai sentito parlare. Grandi fiocchi di neve cadono su prati ben curati, calze trapuntate pendono dai camini in marmo, e sono tutti in pace, soprattutto Hanna, Emily, Aria e Spencer. Adesso che l'assassino di Alison è in prigione, possono finalmente rilassarsi. Loro non sanno che c'è una nuova e misteriosa "A" in città. Regola numero uno per essere un molestatore efficace: conoscere la tua preda. Così tiene sotto controllo le bugiarde giorno e notte, registrando accuratamente i guai in cui si mettono, gli sbagli che fanno, e i segreti che custodiscono. Hanna è alla ricerca disperata di una sessione molto personale con il suo allenatore della palestra. Emily è la numero uno sulla lista dei cattivi di Babbo Natale. La vecchia fiamma di Aria dall'Islanda sta per farla cadere in acqua calda. E Spencer ricorre ad alcune tattiche ambigue per ottenere ciò che vuole. Cosa succede nel corso delle vacanze invernali? Insieme ai serial, Unbelievable e Wicked, Pretty Little Secrets è un particolare racconto che rivelan le disavventure delle bugiarde che non si erano mai viste prima nella pausa invernale del loro secondo anno. Ad Emily viene chiesto di andare sotto copertura come Babbo Natale al nuovo centro commerciale, al fine di catturare quattro ragazze che lavorano lì come elfi, sospettate di atti vandalici alle decorazione natalizie in città, tra cui la figura di ceramica di Gesù della madre di Emily. Le quattro ragazze, che si fanno chiamare gli "Elfi Felici", prendono in simpatia Emily. È emerso che una delle ragazze, Cassie, era intima con Alison. Emily accompagna le ragazze alla loro più grande beffa, ma sua madre usa il suo cellulare per tenerla d'occhio, e gli Elfi Felici vengono arrestati però poi perdonano Emily dopo che lei paga la cauzione della galera. Alla fine, tutti si rendono conto del vero significato del Natale, ma Emily non può scrollarsi di dosso la sensazione strana che qualcuno la sta seguendo.
Spencer: Spencer e la sua famiglia vanno a casa di sua nonna in Florida, e Spencer si innamora di un giocatore di tennis di nome Colin al country club. Melissa sembra aiutare Spencer con il cuore di Colin, ma lui finisce per interessarsi a Melissa. Durante il viaggio, Spencer sua madre rincorrono la signora Di Laurentis diverse volte, e Spencer è confusa dallo strano comportamento della madre nei confronti della madre di Alison. Spencer inoltre decide di lottare per Colin. Dopo che Colin invita Melissa a uscire con lei, Spencer scopre che è sposato e ha un figlio, e ha 33 anni. Spencer e Melissa decidono di collaborare per vendicarsi di Colin mettendogli del viagra schiacciato nella sua acqua vitaminica, prima della sua più importante partita di tennis. Alla fine, tutto sommato, passano una vacanza divertente, ma Spencer teme che qualcuno la segua.
Aria: Aria va con suo padre e Mike a Bear Claw Resort, ma ritorna a casa dopo aver scoperto che Byron ha invitato anche Meredith. Giunta a casa, è sorpresa dalla visita del suo ragazzo dall'Islanda, Halbjorn, il quale le racconta che sta fuggendo dalla polizia islandese, in quanto ha sostenuto una protesta contro la demolizione del santuario della pulcinella di mare, ma il suo viaggio durerà solo una settimana. Aria propone l'idea di sposarsi per cui due vanno ad Atlantic City. All'hotel partecipano ad uno spettacolo di magia che coinvolge due pantere, evento che infastidisce Halbjorn, molto sensibile alla difesa dell'ambiente. Dopo essersi sposati il giorno dopo, il che richiede la falsificazione della firma della madre da parte di Aria, nonché il mentire sulla sua età, si recano nel recinto in cui sono rinchiuse le pantere. Dopo aver convinto Halbjorn a non liberarle, tornano all'hotel. La mattina seguente, Aria si sveglia e non trova Halbjorn e i suoi vestiti. Il notiziario televisivo da la notizia che due pantere sono state liberate nella notte, così comprendono che è stato Halbjorn. Aria si reca così in tribunale e confessa di aver falsificato la firma di Ella, rendendo nullo il matrimonio. Al suo ritorno a Rosewood, incontra Mike e Byron, che non sanno nulla del matrimonio. Mentre guardano il notiziario televisivo vedono che Halbjorn è stato arrestato, mostrando anche quello che ha fatto in passato, compreso il tentativo di far saltare in aria un ufficio in demolizione. Aria è soddisfatta di aver rotto con lui, ma è paranoica sul fatto che qualcuno la stia seguendo.
Hanna: Hanna entra in un campo di addestramento dopo aver pensato di aver guadagnato troppo peso ad una festa. Lei sviluppa sentimenti per l'istruttore, Vince, il quale è desiderato anche da Dinah. Dopo aver combattuto per l'affetto di Vince, lei e Dinah diventano amiche dopo aver beccato Kate uscire con il nuovo Babbo Natale del centro commerciale. Dopo aver accettato di smettere di andare dietro a Vince, Hanna lo "celebra" festeggiando in un bar con Dinah, dove Dinah ammette che lei conosceva Alison. Hanna ginge a casa ubriaca, costringendola a dormire troppo. Quando arriva al campo di addestramento, lei scopre che Vince e Dinah si stanno baciando, rivelando che Dinah faceva solo finta di essere amica di Hanna per farle abbassare la guardia. Hanna lascia la scena, devastata, e si confronta con Kate, la quale, dopo aver ricevuto una soffiata, ha seguito Hanna, e ha scattato foto di lei poco lusinghiere al campo di addestramento, che tra l'altro, minaccia di mettere su Facebook. Hanna contrattacca mostrando a Kate le foto di lei e Babbo Natale, che fa fare marcia indietro a Kate. Hanna migliora anche il suo rapporto con il padre, che, per Natale le regala il medaglione di sua nonna. Hanna passa un Natale felice, nonostante il fatto che sospetta di essere spiata in ogni sua mossa. Il libro termina con un sign-off del nuovo "A", che minaccia un peggioramento delle vite delle "bugiarde".

## Serie televisiva
Nel 2010 dalla serie è stata tratta una serie televisiva trasmessa dal network statunitense ABC Family ed ideata da Marlene King. In Italia è stata trasmessa nel 2010 sul canale pay Mya ed in chiaro nel 2013 su Italia 1. Nel 2013 l'ABC Family ha annunciato la produzione di uno spin-off, intitolato Ravenswood.